# Алиякпаров, Макаш Тыныштыкбаевич
Макаш Тыныштыкбаевич Алиякпаров (род. 10 октября 1937, Жарма, Восточно-Казахстанская область) — советский и казахстанский врач доктор медицинских наук (1982), профессор (1984). Член-корреспондент НАН РК. С 1989 по 2001 год — ректор Карагандинского государственного медицинского университета.
Создатель научной школы рентгенологии. Опубликовал около 200 научных трудов, в том числе 14 монографий. Имеет 12 авторских свидетельств. Член Союза художников РК. Картины Алиякпарова находятся в музее Казахстана. Автор книг «Ахат», «Прикосновение», «По местам Абая».

## Сочинения
- Диагностика абсцессов брюшной полости, А., 1994 (соавт.);
- Диагностика и лечение спонтанного пневмоторакса, Караганда, 1996; Yш би, Караганды, 1998.

## Награды
- Академик НАН РК
- Член Польской Академии наук
- Медали «Астана», «За доблестный труд», «10 лет Конституции РК»
- Нагрудные знаки «Отличник здравоохранения», «Қазақстан Республикасы денсаулық сақтау ісінің үздігіне»
- Диплом ВДНХ II степени